# Luohong (sockenhuvudort i Kina, Hunan Sheng, lat 27,56, long 111,08)
Luohong (kinesiska: 罗洪, 罗洪乡, 中罗洪) är en sockenhuvudort i Kina. Den ligger i provinsen Hunan, i den södra delen av landet, omkring 200 kilometer väster om provinshuvudstaden Changsha. Antalet invånare är 24 254. Befolkningen består av 11 343 kvinnor och 12 911 män. Barn under 15 år utgör 23,0 %, vuxna 15-64 år 68 %, och äldre över 65 år 8,0 %.
Runt Luohong är det tätbefolkat, med 369 invånare per kvadratkilometer. Närmaste större samhälle är Qijiang, 15,5 km sydväst om Luohong. I omgivningarna runt Luohong växer i huvudsak blandskog.
Genomsnittlig årsnederbörd är 1 658 millimeter. Den regnigaste månaden är maj, med i genomsnitt 257 mm nederbörd, och den torraste är december, med 55 mm nederbörd.